# Kråksmåla församling
Kråksmåla församling är en församling i Nybro pastorat i Växjö stift, Stranda-Möre kontrakt, Nybro kommun.
Församlingskyrka är Kråksmåla kyrka.

## Administrativ historik
Församlingens bildades under senmedeltiden som en kapellförsamling utbruten ur Fagerhults församling för att 1612 bli en annexförsamling.
Den 1 januari 1953 överfördes från Kråksmåla församling till Fagerhults församling ett område med 240 invånare och omfattande en areal av 13,45 km², varav 12,31 km² land.

### Pastorat
- Från senmedeltiden till 1612: Kapellförsamling i pastoratet Fagerhult och Kråksmåla.[4]
- 1612 till 1 maj 1863: Annexförsamling i pastoratet Fagerhult och Kråksmåla.[4]
- 1 maj 1863 till 1 januari 1962: Församlingen utgjorde ett eget pastorat.[4]
- 1 januari 1962 till 1995: Annexförsamling i pastoratet Bäckebo och Kråksmåla.[4]
- 1995 till 2010: Annexförsamling i pastoratet Bäckebo, Kråksmåla och Kristvalla.
- Från 2010: Församlingen ingår i Nybro pastorat.

## Areal
Kråksmåla församling omfattade den 1 januari 1952 en areal av 197,47 km², varav 183,42 km² land. Den 1 januari 1976 omfattade församlingen en areal av 184,0 km², varav 171,1 km² land.

## Series pastorum
| - Sveno Torkili (omnämnd 1572) - Petrus Petri (1592-1627) - Johannes Nicolai - Gislo Halvardi (1624-1626) - Johannes Benedicti (1640-1679) - Sven Wellin (1677-1698) - Nils de la Roche (1698-1712) - Johan Spolin (1712-1729) - Samuel Frigelius (1731-1736) - Nils Montelius (1736-1741) - Israel Mathias Starbeckius (1741-1768) - Peter Linnerus (1768-1787) - Georg Melin (1790-1809) - Erik Andrén (1812-1814) - Nils Samuel Runemark (1814-1821) - Johan Lorenz Brunsberg (1822-1833) - Nils Granlund (1834-1846) - Per August Bersén (1846-1848) - Johan Gustaf Björklund (1850-1863) |

### Kyrkoherdar 1863-1962
| Ämbetstid | Namn                    | Levnadstid |
| 1863–1869 | Nils Fredrik Wahlström  | 1820–1905  |
| 1869–1879 | Carl Ludvig Carlson     | 1826–1888  |
| 1880–1891 | Otto Wilhelm Wulff      | 1840–1918  |
| 1891–1901 | Johan Fredrik Risling   | 1852–1901  |
| 1902–1926 | Carl Edvard Hultquist   | 1852–1926  |
| 1927–1940 | Sven Emanuel Håkansson  | 1892–1962  |
| 1941–1962 | Gunnar Sigurd Svenhagen | 1905–1999  |

Svenhagen var även kyrkoherde i Bäckebo församling 1962-1966 och samtidigt med detta upprätthöll han kyrkoherdetjänsten i Kråksmåla.
| - Hans Axel Sigvard Lindström (1964-1980) - Carl Arne Torsten Göransson (1980-1983) - Richard Grügiel-Adolfsson (1984-1990) |